# Des hommes (roman)
Pour les articles homonymes, voir Des hommes.
Des hommes est un roman de Laurent Mauvignier paru le 3 septembre 2009 aux Éditions de minuit, lauréat du prix des Libraires en 2010. Il raconte la résurgence, quarante ans plus tard, du destin d'une poignée d'appelés brisés par la guerre d'Algérie.

## Résumé
Les 60 ans de Solange auraient pu être l'occasion d'une belle fête de famille. C'était compter sans Bernard, le frère de Solange, boule d'amertume rongée par l'alcool. Le cadeau déraisonnable de celui que l'on n'appelle plus que par son surnom, « Feu-de-bois », avive les tensions dans la petite ville de La Bassée dans le Nord de la France. Et fait remonter à la surface des souvenirs que Rabut, le cousin de Feu-de-bois, croyait avoir réussi à enfouir à tout jamais. Il se remémore sa jeunesse marquée, comme celle de Bernard et de nombreux jeunes appelés du contingent, par l'envoi en Algérie et les conséquences traumatiques qui s'ensuivirent.

## Accueil
Des hommes s'est vendu (jusqu'à 2019) à plus de 80 000 exemplaires en grand format et plus de 35 000 exemplaires en format poche.

### Distinctions
Des hommes a reçu plusieurs prix littéraires :
- le prix Virilo 2009[3] ;
- le prix Millepages 2009 ;
- le prix initiales 2010 ;
- le prix des Libraires 2010[4].

## Adaptation au cinéma
Avant son décès en octobre 2013, Patrice Chéreau travaillait sur l'adaptation du roman.
En 2020, c'est le cinéaste belge Lucas Belvaux qui adapte le roman dans le film homonyme avec dans les rôles principaux Gérard Depardieu, Jean-Pierre Darroussin et Catherine Frot.

## Éditions
- Les Éditions de minuit, 2009  (ISBN 2707320757)
- Coll. « Double » no 73, Les Éditions de minuit, 2011  (ISBN 9782707321541)